# Токтайбеляцьке сільське поселення
Токтайбеля́цьке сільське поселення (рос. Токтайбелякское сельское поселение) — муніципальне утворення у складі Куженерського району Марій Ел, Росія. Адміністративний центр — село Токтайбеляк.

## Населення
Населення — 728 осіб (2019, 855 у 2010, 1023 у 2002).

## Склад
До складу поселення входять такі населені пункти:
| Населений пункт      | Населення, осіб (2002) | Населення, осіб (2010) |
| -------------------- | ---------------------- | ---------------------- |
| Башкирі, присілок    | 12                     | 6                      |
| Дементьєво, присілок | 142                    | 128                    |
| Макарово, присілок   | 3                      | 0                      |
| Пюнчерюмал, присілок | 64                     | 50                     |
| Ружбеляк, присілок   | 0                      | 0                      |
| Токтайбеляк, село    | 453                    | 411                    |
| Торайбеляк, присілок | 10                     | 1                      |
| Тунья, присілок      | 38                     | 47                     |
| Унур, присілок       | 12                     | 2                      |
| Уремсола, присілок   | 21                     | 12                     |
| Фомичі, присілок     | 12                     | 4                      |
| Чашкаял, присілок    | 180                    | 145                    |
| Шинур, присілок      | 76                     | 49                     |